# Boremel
Boremel (ucraniano: Бореме́ль) es un municipio rural y pueblo de Ucrania, perteneciente al raión de Dubno en la óblast de Rivne.
En 2018, el municipio tenía una población de 3284 habitantes, de los cuales 854 vivían en la capital municipal homónima y el resto repartidos en diez pedanías. El municipio se fundó en 2016 mediante la fusión de los hasta entonces consejos rurales de Boremel, Zólochivka y Maleve. Además de estos tres pueblos, pertenecen al actual municipio otros ocho: Berestechko, Bilché, Naberezhné, Nyvy-Zólochivski, Novi Tik, Pásheva, Smýkiv y Shybyn.
El pueblo se ubica en la costa norte del embalse de Jrínnyky del río Styr, junto al límite con la óblast de Volinia, unos 10 km al noroeste de Demýdivka.

## Historia
Se conoce la existencia del pueblo en documentos desde el año 1100, en un acuerdo sobre el estado de la aplicación de las decisiones del Consejo de Liúbech. Al pasar al reino de Polonia en 1366, Casimiro III entregó a Aleksander Koriatowic el señorío de Boremel, junto con Krémenets. Posteriormente pasó a pertenecer a la familia noble Kurcewicze. En 1547 adoptó el Derecho de Magdeburgo, siendo mencionado en los siglos posteriores como un miasteczko dedicado al comercio y la artesanía, aunque en el siglo XVIII cayó en declive y pasó a considerarse un pueblo. En el último cuarto del siglo XVIII, la familia noble Chatski promovió la construcción de edificios importantes como un palacio y dos iglesias. En 1781 Estanislao II Poniatowski se alojó en este palacio, y en 1783 el pueblo recuperó el estatus de miasteczko.
En la partición de 1795 se integró en el Imperio ruso. En 1831, durante el Levantamiento de Noviembre, el palacio quedó destruido en una batalla en la que intervinieron las tropas de Józef Dwernicki, y posteriormente el gobierno ruso confiscó las tierras a los Chatski. En 1840 pasó a ser la sede de un vólost en el uyezd de Lutsk. Durante la Primera Guerra Mundial, en 1915 el pueblo quedó en la primera línea del frente, por lo que sus habitantes fueron evacuados a la gobernación de Yekaterinoslav. Según la Paz de Riga de 1921, el pueblo pasó a formar parte de la Segunda República Polaca, donde quedó como un shtetl principalmente habitado por judíos. En 1939 se integró en la RSS de Ucrania. Entre 1941 y 1944, los invasores alemanes asesinaron a entre mil quinientos y dos mil judíos en un gueto creado en Boremel, por lo que posteriormente los soviéticos tuvieron que repoblar el pueblo con ucranianos. Perteneció al raión de Demýdivka hasta la reforma territorial de 2020. Antes de la fundación del actual municipio en 2016, el consejo rural de Boremel incluía como pedanías únicamente a Naberezhné, Novi Tik, Smýkiv y Shybyn.